# James Robinson (actor)
James Robinson (Glasgow, 6 de septiembre de 1983) es un actor británico.

## Biografía
Es hijo de un bombero y una florista, tiene una hermana (una enfermera).
Se entrenó en el "Rose Bruford College of Speech and Drama" de donde se graduó en el 2006.

## Carrera
En 1995 a los 12 años obtuvo un papel en la exitosa película Braveheart donde dio vida a William Wallace de joven, papel interpretado por el actor Mel Gibson de adulto.
En el 2009 apareció como invitado en la serie médica Doctors donde dio vida a Ciaran Wright durante el episodio "The People at the Top of the Stairs", posteriormente volvió a aparecer en la serie ahora interpretando a Glen Barry en el episodio "Love to Hate You" en el 2013.
En el 2013 obtuvo un pequeño papel en la popular serie The Borgias donde interpretó a un soldado de los Sforza en el episodio "The Prince".
En el 2014 apareció en la miniserie Babylon donde interpretó al señor Lovett, el esposo de la oficial Fiona Lovett (Elena Hargreaves).
El 9 de julio del 2016 apareció como invitado en el último episodio de la segunda temporada de la exitosa serie Outlander donde interpretó a Greg Edgars, el primer esposo de Gillian Edgars (Lotte Verbeek) luego de que ella lo asesinara.

## Filmografía

### Series de televisión
| Año  | Título      | Personaje     | Notas                         |
| ---- | ----------- | ------------- | ----------------------------- |
| 2016 | Outlander   | Greg Edgars   | episodio "Dragonfly in Amber" |
| 2014 | Babylon     | Mr. Lovett    | 2 episodios                   |
| 2014 | Grass Roots | Tom Evans     | -                             |
| 2013 | Doctors     | Glen Barry    | episodio "Love to Hate You"   |
| 2013 | Casualty    | Justin Barker | episodio "Between the Cracks" |
| 2013 | The Borgias | Soldado       | episodio "The Prince"         |

### Películas
| Año  | Título                           | Personaje       | Notas                                                                                                 |
| ---- | -------------------------------- | --------------- | --- |
| 2016 | The Butterfly                    | Jude            | corto - junto a Art Malik, Andrew Hawley, Danny Szam, John Hales y Ewa Jenson                         |
| 2016 | The Dark Return of Time          | Fred Smith      | junto a Eric Roberts, Mhairi Calvey, Adrian Paul y Bill Cobbs                                         |
| 2015 | Ashes                            | Kipp            | junto a Sandra McNeeley, Rebecca McQuillan, Ian Petrie, Ben Presley y Rupert Procter                  |
| 2015 | Bruce v Clark: Debate of Justice | Bruce           | corto - junto a Jesse McGrane, John McKeever y Danny Szam                                             |
| 2015 | The Walk                         | David           | junto a Kelly Downes, Timothy Fielding, Leona Lawrence y Tom Herriott                                 |
| 2015 | Angel                            | Hombre de Negro | junto a John Hannah, Margo Stilley, Karel Roden, Mark Burdis, David Elliot y Jenn Murray              |
| 2015 | Odd Posture                      | Fisk / El Doble | corto - junto a Stascia Bantouvakis, Fred Bonner, Gerard Bonner, Darryl Girvan y Hailey Maxwell       |
| 2014 | 7300 Days Later                  | Matt Turner     | corto - junto a Ian Keir Attard y Cloudia Swann                                                       |
| 2013 | The Wee Man                      | Asesino en Moto | junto a Patrick Bergin, Martin Compston, Steve Daly y Michael Elkin                                   |
| 2010 | En Passant                       | -               | corto                                                                                                 |
| 2010 | Jumpers                          | -               | corto                                                                                                 |
| 2009 | Anglesey Road                    | Mr. One         | corto - junto a Kate Bell, Robyn Cooper, Ben Farrow, Annabel James y Linnie Reedman                   |
| 2007 | Saxon                            | Pescador        | junto a Sean Harris, Tom Hopper, James Stokes y Tony O'Leary                                          |
| 1995 | Braveheart                       | William Wallace | junto a Mel Gibson, Catherine McCormack, Brendan Gleeson, Brian Cox, Angus Macfadyen y Alun Armstrong |

### Productor
| Año  | Título                                   | Notas              |
| ---- | ---------------------------------------- | ------------------ |
| 2011 | Pathfinders: In the Company of Strangers | productor asociado |

### Teatro
| Año         | Obra                       | Personaje   | Director (a)  | Teatro              | Notas                                               |
| ----------- | -------------------------- | ----------- | ------------- | ------------------- | --------------------------------------------------- |
| 2011        | They Came to a City        | Joe Dinmore | Rob Laycock   | Southwark Playhouse | junto a Charlotte Donachie                          |
| 2010 - 2011 | Online Courting            | -           | Jason Moore   | -                   | -                                                   |
| 2010        | Trilby                     | -           | David Cottis  | Finborough Theatre  | junto a Rebecca Brewer, Jack Klaff y Jonathan Laury |
| 2009        | Knives In Hens             | -           | Emma Faulkner | -                   | -                                                   |
| 2007        | Bonfires and Vanities      | -           | Ninon Jerome  | -                   | -                                                   |
| -           | Festen                     | -           | -             | -                   | -                                                   |
| -           | Bonfires and Vanities      | -           | -             | New End Theatre     | -                                                   |
| -           | Peribanez                  | -           | -             | -                   | -                                                   |
| -           | The Man Who Came To Dinner | -           | -             | -                   | -                                                   |
| -           | The Threesome              | -           | -             | -                   | -                                                   |
| -           | Measure For Measure        | -           | -             | -                   | -                                                   |
| -           | The Caucasian Chalk Circle | -           | -             | -                   | -                                                   |
| -           | Three Sisters              | -           | -             | -                   | -                                                   |